# Cryptovalsa halosarceiicola
Cryptovalsa halosarceiicola är en svampart som beskrevs av K.D. Hyde 1993. Cryptovalsa halosarceiicola ingår i släktet Cryptovalsa, klassen Sordariomycetes, divisionen sporsäcksvampar och riket svampar.   Inga underarter finns listade i Catalogue of Life.